# ام‌وی ماکوما
ام‌وی ماکوما (به انگلیسی: MV Macoma) یک کشتی بود. این کشتی در سال ۱۹۳۵ ساخته شد.